# تعديد الأدوية

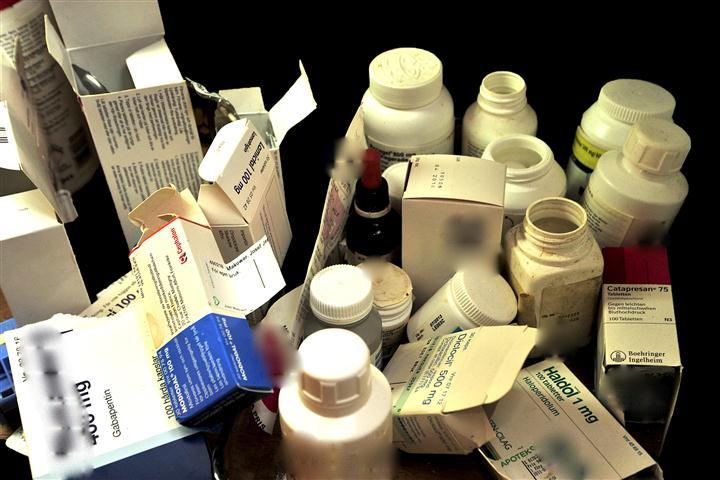
أدوية كثيرة وذات استخدامات مختلفة يستخدمها المريض ذاته.
(الصورة مثال)

تعديد الأدوية (بالإنجليزية: Polypharmacy)‏ هو استخدام المريض لأربعة أدوية أو أكثر، عادة ما تحصل هذه الحالة عند كبار السن الذين تجاوز سنهم 65 سنة، إذ أن 40% من كبار السن الذين يقيمون في منازلهم هم من أصحاب تعديد الأدوية. كما أن 21% من البالغين الذين يعانون من تخلف عقلي معرضون لتعديد الأدوية.
رغم أن تعديد الأدوية مناسب لكثير من المرضى إلا أنه غير ملائم لنسبة كثيرة بسبب مشاكل تتعلق بالتفاعلات الدوائية الضائرة والتداخل الدوائي وشلال الوصفات والتكاليف المرتفعة. تعديد الأدوية مرتبط بانخفاض جودة الحياة وانخفاض التحرك والمعرفة.

## الاستخدامات الطبية
في الاعتبارات المرتبطة أحيانا بالإفراط الدوائي المدروس علاجياُ تشمل
1-    الأدوية المعطاة من أجل إشارة جسدية موضعية تعمل على تفاعل كيميائي حيوي ينتشر خلال الجسم بحيث أن تفاعلاتها اللاخطية يمكن أن تؤدى إلى حالة صحية فسيولوجية عالمية(غير معروفة تجريبياُ) .
2-  المتغيرات أكثر إستقلالية للتلاعب بها، كلما زاد احتمال العثور على متسع لوظيفة شبه متاحة من الاستعمال الصحي ومحاولة المبالغة به مع تقليل التأثيرات غير المرغوب فيها.
في كثير من الأحيان بعض الأدوية يمكن أن تتفاعل مع الادوية الأخرى بطريقة إيجابية خاصة عند وصفها معاُ، لتحقيق تأثير أكبر من أي من العوامل الفردية وحدها. هذا واضح بشكل خاص في مجال التخدير وتسكين الألم حيث أن العوامل الغير تقليدية مثل مضادات الصرع ومضادات الإكتئاب وباسط العضلات، وأدوية أخرى مع مسكنات أكثر نموذجية مثل المواد الأفيونية ومثبطات البروستاجلاندين ومضادات الإلتهاب الغير الستيرويدية وغيرها. إن ممارسة التآزر الدوائي لإدارة الألم تعرف بتأثير التوفير المسكن للألم.
كمثال آخر في التخدير (خاصة التخدير الوريدى والتخدير العام) هناك عوامل متعددة دائماُ مطلوبة – بما في ذلك المنومات أو عوامل التحفيز / المسكنات مثل ميدازولام أو بروبوفول، وعادةُ يكون مسكن أفيوني مثل المورفين أو الفنتالين، أو الفيكورونيوم وفي التخدير العام المستنشق بشكل عام مخدر إثير مهلجن مثل سيفوفلوران أو ديفلوران.

## التدخلات الدوائية
إن التدخل الأكثر شيوعا في مرضى الأدوية المتعددة هو إلغاء الوصف، والتي تتضمن تحديد وعدم إستمرارية الأدوية عندما لا تعود الفائدة تفوق الضرر.
في المرضى المسنين يحدث هذا بشكل شائع عندما يصبح المريض أكثر هشاشة ويحتاج تركيز العلاج إلى التحول من الوقاية إلى التسكين. يوجد العديد من الأدوات تساعد الأطباء في تحديد موعد الإلغاء وما هي الأدوية التي يمكن إضافتها لنظام الأدوية. تساعد معايير بيرز ومعايير توقف/ بداية لمعرفة الأدوية التي لديها أعلى من خطر آثار المخدرات الضارة وتفاعلات المخدرات. وأداء الأدوية وملائمتها للظروف الصحية خلال الخرف( (MATC-D) هو الأداة الوحيدة المتاحة خصوصاُ للأشخاص الذين يعانون من الخرف، تحذر أيضاُ ضد الإفراط الدوائي ونظم الأدوية المعقدة.
نهج «الفريق الطبي» يعتبر طريقة جديدة نسبيا تكسب شعبية نظرا لتأثيره في الحصول على رعاية المريض والحصول على أفضل النتائج. يمكن أن يشمل الفريق موفر رئيسي وصيدلي وممرض ومستشار وأخصائي علاج طبيعي وغيرهم من المشاركين في رعاية المرضى. يسمح الجمع بين الأفكار ووجهات نظر من مختلف مقدمي الخدمات إتباع نهج أكثر شمولاُ لصحة المريض. في عام 2013 فرضت الهيئة التشريعية بالولايات المتحدة على كل مريض مديكير يتلقى مراجعة سنوية لإدارة العلاج تتم بواسطة فريق من أساتذة الرعاية الصحية(MTM).
ليس من الواضح إذا كانت التدخلات المحددة لتحسين الإفراط الدوائي كافية لدى البالغين الذين لديهم نتائج طبية مرضية، ولكن يبدو للتقليل من مشكلات مثل الوصف الخطأ والمشاكل الطبية المرتبطة. هناك حاجة إلى أدلة عالية الجودة لعمل استنتاجات عن تأثيرات مثل هذه التدخلات في دور الرعاية. تم اقتراح جولات وصفية منهجية يحتمل أن تكون طريقة ناجحة للحد من الإفراط الدوائي.